# Wojtkowo
Wojtkowo (niem. Markhausen) – osada w Polsce położona w województwie warmińsko-mazurskim, w powiecie bartoszyckim, w gminie Bartoszyce. W latach 1975–1998 miejscowość administracyjnie należała do województwa olsztyńskiego.
W 1889 roku był to majątek ziemski o powierzchni 370 ha.
W roku 1983 był we wsi PGR z 10 domami i 146 mieszkańcami. Znajdowało się tu przedszkole z 16 dziećmi, świetlica oraz punkt biblioteczny.